# Ë̄
Ë̄ (minuscule : ë̄), appelé E tréma macron, est une lettre latine utilisée dans l’écriture de l’arbërisht, du moyen bas allemand, ou de la langue imaginaire tsolyáni.
Il s’agit de la lettre E diacritée d’un tréma et d’un macron.

## Représentations informatiques
Le E tréma macron peut être représenté avec les caractères Unicode suivants : 
- composé et normalisé NFC (supplément latin-1, diacritiques)[1],[2] :

| formes    | représentations | chaînes de caractères | points de code | descriptions                                       |
| --------- | --------------- | --------------------- | -------------- | -------------------------------------------------- |
| capitale  | Ë̄               | Ë◌̄                    | U+00CB U+0304  | lettre majuscule latine e tréma diacritique macron |
| minuscule | ë̄               | ë◌̄                    | U+00EB U+0304  | lettre minuscule latine e tréma diacritique macron |

- décomposé et normalisé NFD (latin de base, diacritiques) :

| formes    | représentations | chaînes de caractères | points de code       | descriptions                                                   |
| --------- | --------------- | --------------------- | -------------------- | -------------------------------------------------------------- |
| capitale  | Ë̄               | E◌̈◌̄                   | U+0045 U+0308 U+0304 | lettre majuscule latine e diacritique tréma diacritique macron |
| minuscule | ë̄               | e◌̈◌̄                   | U+0065 U+0308 U+0304 | lettre minuscule latine e diacritique tréma diacritique macron |